# Stellaria subumbellata
Stellaria subumbellata är en nejlikväxtart som beskrevs av Michael Pakenham Edgeworth och Hook. f. Stellaria subumbellata ingår i släktet stjärnblommor, och familjen nejlikväxter. Inga underarter finns listade i Catalogue of Life.